# Iodosphaeria
Iodosphaeria — рід грибів родини Iodosphaeriaceae. Назва вперше опублікована 1987 року.